# Syntrichia rigescens
Syntrichia rigescens är en bladmossart som beskrevs av Ryszard Ochyra 1992. Syntrichia rigescens ingår i släktet skruvmossor, och familjen Pottiaceae. Inga underarter finns listade i Catalogue of Life.